# Pahpatapán
Pahpatapán är en ort i Mexiko.   Den ligger i kommunen Cuetzalan del Progreso och delstaten Puebla, i den sydöstra delen av landet, 180 km öster om huvudstaden Mexico City. Pahpatapán ligger 1 136 meter över havet och antalet invånare är 541.
Terrängen runt Pahpatapán är varierad, och sluttar norrut. Runt Pahpatapán är det ganska tätbefolkat, med 179 invånare per kvadratkilometer. Närmaste större samhälle är Ciudad de Cuetzalan, 1,9 km nordost om Pahpatapán. I omgivningarna runt Pahpatapán växer i huvudsak städsegrön lövskog.